# Ellen's Stardust Diner
Ellen's Stardust Diner es un restaurante temático retro de los años 50 ubicado en el 1650 de la calle Broadway con la calle 51 en el distrito de los teatros de Manhattan, Nueva York. El restaurante es considerado como uno de los mejores restaurantes temáticos de Nueva York debido a sus camareros cantantes. El restaurante también contiene recuerdos de temática retro, como fotos de muchas Miss Subways en las paredes, un tren interior, un televisor Predicta de 1956 y una pantalla de “autocine” que muestra actuaciones de la década de 1950. Es popular entre niños y adultos.

## Historia
Ellen's Stardust Diner se abrió en 1987 después del cierre de Ellen's Cafe. Fue el primer restaurante temático de la década de 1950 en Nueva York y tenía camareras con faldas de caniche. A fines de la década de 1990, un restaurante asociado operaba cerca de Times Square con el nombre de Stardust Dine-O-Mat.
Durante 2016-2017, el restaurante vivió un período de disturbios, cuando se alegó que 31 meseros fueron despedidos después de intentar formar un sindicato con Industrial Workers of the World, y el restaurante reclamó que los empleados despedidos habían hecho un fraude de cientos de miles de dólares. En octubre de 2017, se acordó un acuerdo para dar a los trabajadores despedidos la oportunidad de regresar a sus trabajos si lo deseaban y devolverles el pago atrasado desde la fecha de su despido. El acuerdo se produjo unos días antes de que el asunto llegara a juicio tras una decisión de la National Labor Relations Board.

## En la cultura popular
Ellen's Stardust Diner fue el sitio de la película New Year's Eve donde el personaje de Sarah Jessica Parker y los amigos de su hija de 15 años se detuvieron para comer algo después de que cayó la bola de Times Square. También apareció en American Idol cuando un ex empleado, Devyn Rush, se convirtió en concursante del programa. Posteriormente siguieron informes sobre el estado laboral de Devyn en Ellen's Stardust Diner. Ellen's Diner también apareció en un episodio de Today Show.

## Empleados en Broadway

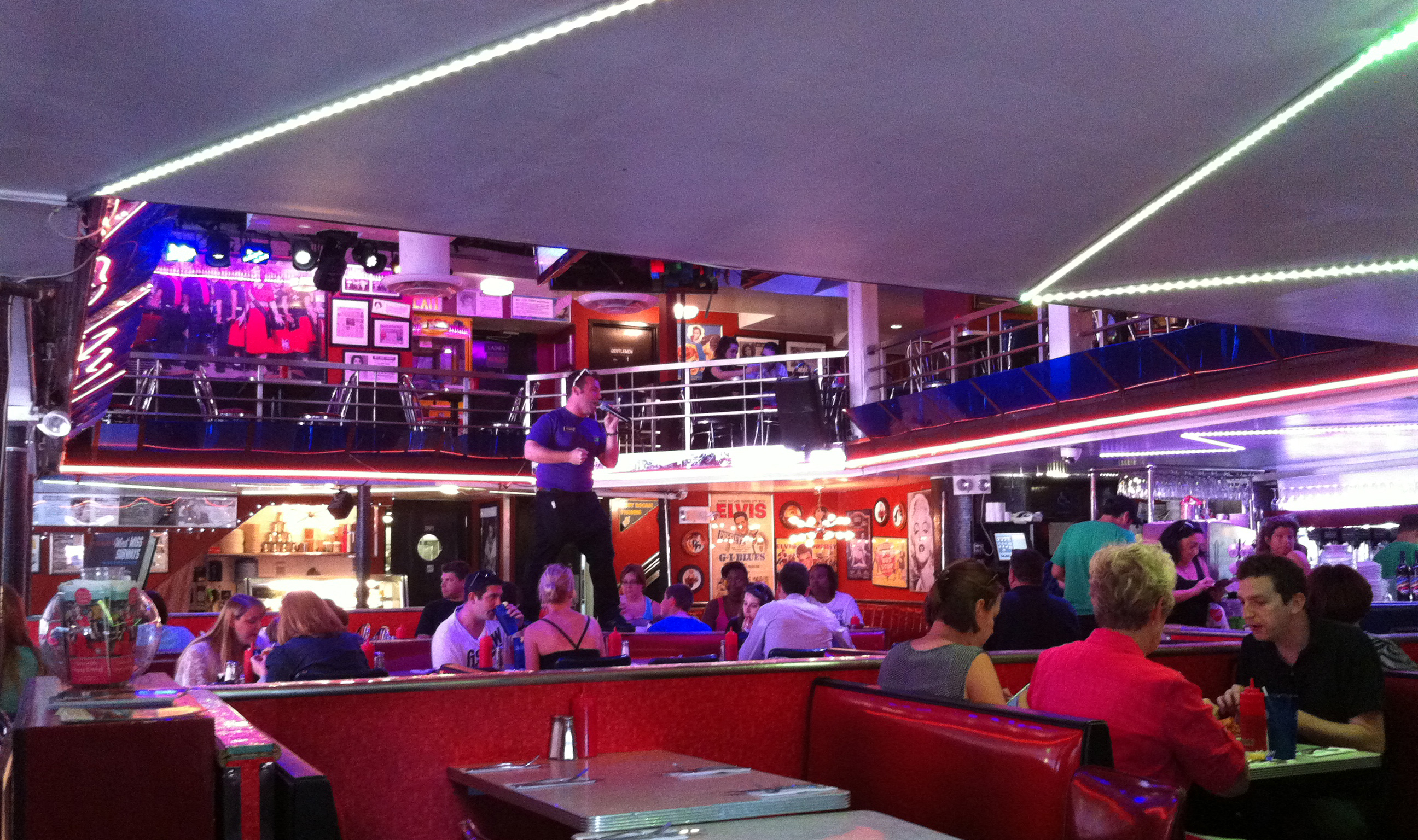
Ellen's Stardust Diner en 2014.

Varios de los camareros cantantes de Ellen's Stardust Diner han tenido carreras exitosas en Broadway y American Idol. Muchos empleados actuales han recibido elogios de la crítica con musicales originales en el Festival de Teatro Musical de Nueva York. Brandon Ellis, Eric Michael Krop, Stephen Tyler Davis, y Alysha Umphress (Shirley) son algunos de los cantantes exitosos que habían comenzado sus carreras como camareros cantantes en Ellen's Stardust Diner. El restaurante se considera un caldo de cultivo para cantantes. Se sabe que los exmiembros del personal de Ellen protagonizaron casi todos los musicales de Broadway y fuera de Broadway, como Avenue Q, Jersey Boys, The Lion King, South Pacific, In The Heights, On The Town, Wicked y Godspell.